# Futurama-afsnit
Tv-serien Futuramas historie har været ustabil, hvilket dens afsnitsliste dokumenterer.
Det første afsnit, »Space Pilot 3000«, blev sendt 28. marts 1999, og det sidste afsnit først serien blev annulleret i 2002, »The Devil's Hands Are Idle Playthings«, blev sendt 23. august 2003. I 2006 begyndte produktionen af fire dvd-film. I juni 2009 blev yderlige 26 afsnit bestilt af Comedy Central og 20th Century Fox.
Fox sendte Futurama noget svingende. Seriens skiftende sendetid betød at de fire produktionssæsoner som serien oprindeligt blev produceret som blev til fem tv-sæsoner. Eftersom dvd'erne af serien blev udgivet som produktionssæson, så anses produktionssæsonerne som den korrekte metode at inddele afsnittene. Man kan se af liste over afsnittene på the Infosphere.

## Serieoversigt
| Sæson     | Afsnit                          | Oprindelig sending      | Dvdudgivelse              | Dvdudgivelse              | Dvdudgivelse              |  |
| Sæson     | Afsnit                          | Oprindelig sending      | Region 1                  | Region 2                  | Region 4                  |  |
| --------- | ------------------------------- | ----------------------- | ------------------------- | ------------------------- | ------------------------- |  |
| 1         | 13                              | 1999Fox                 | 25. marts 2003            | 28. januar 2002           | 27. november 2002         |  |
|           |                                 |                         |                           |                           |                           |  |
| 2         | 19                              | 1999-2000Fox            | 12. august 2003           | 11. november 2002         | 13. maj 2003              |  |
|           |                                 |                         |                           |                           |                           |  |
| 3         | 22                              | 2001-2002Fox            | 9. marts 2004             | 2. juni 2003              | 24. september 2003        |  |
|           |                                 |                         |                           |                           |                           |  |
| 4         | 18                              | 2002-2003Fox            | 24. august 2004           | 24. november 2003         | 24. november 2003         |  |
|           |                                 |                         |                           |                           |                           |  |
| 5 Dvdfilm | 16                              | 2008-2009Comedy Central | Se dvdfilmenes udgivelser | Se dvdfilmenes udgivelser | Se dvdfilmenes udgivelser |  |
| 5 Dvdfilm |                                 |                         |                           |                           |                           |  |
| 5 Dvdfilm | 4Bender's Big Score             | 23. marts 2008          | 27. november 2007         | 31. marts 2008            | 5. marts 2008             |  |
| 5 Dvdfilm |                                 |                         |                           |                           |                           |  |
| 5 Dvdfilm | 4The Beast with a Billion Backs | 19. oktober 2008        | 24. juni 2008             | 30. juni 2008             | 6. august 2008            |  |
| 5 Dvdfilm |                                 |                         |                           |                           |                           |  |
| 5 Dvdfilm | 4Bender's Game                  | 26. april 2009          | 4. november 2008          | 3. november 2008          | 10. december 2008         |  |
| 5 Dvdfilm |                                 |                         |                           |                           |                           |  |
| 5 Dvdfilm | 4Into the Wild Green Yonder     | 30. august 2009         | 24. februar 2009          | 23. februar 2009          | 4. marts 2009             |  |
|           |                                 |                         |                           |                           |                           |  |
| 6         | 13                              | 2010Comedy Central      |                           |                           |                           |  |
| 6         | 7                               |                         |                           |                           |                           |  |

## Afsnittene

### Sæson 1: 1999
| Nr. i serie | Nr. i sæson | Titel                          | Instruktør                  | Forfatter                     | Oprindelig sendedato | Produktionskode |
| --- | ----------- | ------------------------------ | --------------------------- | ----------------------------- | -------------------- | --------------- |
| 1 | 1           | "Space Pilot 3000"             | Rich Moore, Gregg Vanzo     | Matt Groening, David X. Cohen | 28. marts 1999       | 1ACV01          |
| Philip J. Fry falder ved et uheld i en krynoisk fryser og vågner op tusind år senere, hvor han møder Turanga Leela og Bender Bending Rodríguez, som sammen lader sig ansætte hos professor Farnsworths Planet Express. |             |                                |                             |                               |                      |                 |
| 2 | 2           | "The Series Has Landed"        | Peter Avanzino              | Ken Keeler                    | 4. april 1999        | 1ACV02          |
| Den nye besætnings første mission er til månen. Til trods for den simple fragt, så vil Fry se måneoverfladen. Hans ihærdighed resulterer i at han og Leela finder en gård på månen, men gårdejeren er ikke glad når Bender sover med en af hans robotdøtre. |             |                                |                             |                               |                      |                 |
| 3 | 3           | "I, Roommate"                  | Bret Haaland                | Eric Horsted                  | 6. april 1999        | 1ACV03          |
| Fry er stadig uden hjem, og han har sovet på virksomheden i snart en måned. Som resultat vil de andre ansatte have at han finder sit eget hjem. Bender tilbyder ham at han kan sove i hans lejlighed, men da Fry opdagder at Benders lejlighed kun er 1 kvadratmeter, så søger han en større lejlighed. Desværre kan Bender ikke bo i denne nye lejlighed, og Bender går helt fra forstanden over tanken om ikke at bo sammen med Fry. |             |                                |                             |                               |                      |                 |
| 4 | 4           | "Love's Labours Lost in Space" | Brian Sheesley              | Brian Kelley                  | 13. april 1999       | 1ACV04          |
| Professoren sender besætningen på en godgørende mission, hvor de skal redde dyrene på planeten Vergon 6, som er ved at kollapse, fordi den er blevet fuldstændigt udhulet. Desværre bliver de stoppet af Zapp Brannigan, da sådanne interaktioner med uudviklede planeter er forbudt. Under et forsøg på at overtale Brannigan, ender Leela med at have sex med Zapp, en fejltagelse hun fortryder ligeefter. På Vergon 6 møder de et sært lille dyr som Leela kalder Nibbler. Nibbler ender dog med at spise alle de andre dyr de havde reddet, men samtidigt er Nibblers afføring mørkt stof, som kan bruges som brændstof. |             |                                |                             |                               |                      |                 |
| 5 | 5           | "Fear of a Bot Planet"         | Peter Avazino, Carlos Baeza | Heather Lombard, Evan Gore    | 20. april 1999       | 1ACV05          |
| Besætningen bliver sendt til en robotplanet, som hader og afskyerer mennesker, hvor Bender bliver taget til fange og senere gjort til en kendis. I et forsøg på at redde Bender, bliver Fry og Leela anholdt, hvor de opdagder hemmeligheden bag robotternes had til mennesker. |             |                                |                             |                               |                      |                 |
| 6 | 6           | "A Fishful of Dollars"         | Ron Hughart, Gregg Vanzo    | Patric M. Verrone             | 27. april 1999       | 1ACV06          |
| Fry mangler stadig penge, indtil at han opdager, at hans bank fra det 20. århundrede stadig findes. Det viser sig at det sølle beløb fra 1999 nu er løbet op til en milliardsum over tusind år. Med disse penge køber han sig sin fortid tilbage, inklusiv en dåse ansjoser, som har været uddød i snart 800 år. Desværre er han ikke den eneste interesseret i disse ansjoser som kan bruges til permanent olielakering af robotter, en trussel til hele Moms virksomhed, så hun stjæler Frys penge for at købe ham ansjoserne tilbage.                                                                                      |             |                                |                             |                               |                      |                 |
| 7 | 7           | "My Three Suns"                | Instruktør her              | Forfatter her                 | 4. maj 1999          | 1ACV07          |
| Fry er træt af Leelas konstante forældreattitude over hans adfærd. På en fremmed planet drikker Fry ved et tilfælde kejseren af planeten Trisol, og som resultat bliver Fry den nye kejser. Men da de finder ud af at den forrige kejser ikke er død, så må Fry tilkalde hjælp fra Leela. |             |                                |                             |                               |                      |                 |
| 8 | 8           | "A Big Piece of Garbage"       | Susie Dietter               | Lewis Morton                  | 11. maj 1999         | 1ACV08          |
| Efter en skuffende seance ved en opfinderfremvisning, opdager Farnsworth at han faktisk havde opfundet hans omtale Smell-o-Scope, et periskop der kan lugte fjerne lugte. Fry opdager med redskabet en kæmpe skraldkugle på vej mod New New York. Det bliver en kamp mod tiden om at finde en løsning på at stoppe skraldkuglen. |             |                                |                             |                               |                      |                 |
| 9 | 9           | "Hell Is Other Robots"         | Rich Moore                  | Eric Kaplan                   | 18. maj 1999         | 1ACV09          |
| Bender bliver afhængig af elektricitet, og hans venner er ikke glade for det. Bender vælger derefter at tilslutte sig Robotology, en religion for robotter. Men hans venner er heller ikke glade for denne version af Bender, derfor for de ham til at synde. Som resultat af hans synd, kommer robotdjævlen og tager ham til robothelvede, som ligger i New Jersey. |             |                                |                             |                               |                      |                 |
| 10 | 10          | "A Flight to Remember"         | Peter Avazino               | Eric Horsted                  | 26. september 1999   | 1ACV10          |
| Kort handling her |             |                                |                             |                               |                      |                 |
| 11 | 11          | "Mars University"              | Bret Haaland                | J. Stewart Burns              | 3. oktober 1999      | 1ACV11          |
| Kort handling her |             |                                |                             |                               |                      |                 |
| 12 | 12          | "When Aliens Attack"           | Brian Sheesley              | Ken Keeler                    | 7. november 1999     | 1ACV12          |
| Kort handling her |             |                                |                             |                               |                      |                 |
| 13 | 13          | "Fry and the Slurm Factory"    | Ron Hughart                 | Lewis Morton                  | 14. november 1999    | 1ACV13          |
| Kort handling her |             |                                |                             |                               |                      |                 |